# Kenneth Mike
Kenneth Zakias Mike – mikronezyjski zapaśnik walczący w obu stylach. Zdobył sześć medali igrzysk mikronezyjskich, złoty w 2006 i 2014. Trzeci na miniigrzyskach Pacyfiku w 2005. Zdobył trzy medale mistrzostw Oceanii w latach 2004-2005. Reprezentował stan Kosrae.